# I skrzypce przestały grać
I skrzypce przestały grać (ang. And the Violins Stopped Playing) – amerykańsko-polski film wojenny z 1988 roku w reżyserii Alexandra Ramatiego na podstawie powieści jego autorstwa.

## Fabuła
Akcja filmu dzieje się w Warszawie w 1942 roku. Romski muzyk Dymitr Mirga (Horst Buchholz), gra na skrzypcach w restauracjach przeznaczonych dla Niemców. Zaniepokojony sytuacją wyjeżdża do Brześcia, aby ostrzec rodzinny tabor i namówić ich do wyjazdu na Węgry. Popada w konflikt z przywódcą, którego syn rywalizuje z synem Dymitra Romanem (Piotr Polk) o względy tej samej dziewczyny. Obóz odwiedza miejscowy komendant niemiecki, pułkownik Krüger (Jan Machulski), który namawia Romów do przejęcia domów pozostałych po „przesiedlonych” Żydach. Po otrzymaniu wiadomości o wywożeniu Cyganów z warszawskiego getta, tabor decyduje się na ucieczkę na Węgry. Po wkroczeniu tam Niemców, grupa Dymitra zostaje rozpoznana jako polska Roma i wywieziona do obozu w Auschwitz-Birkenau.

## Obsada
- Horst Buchholz – Dymitr Mirga
- Piotr Polk – Roman Mirga
- Marne Maitland – Sandu Mirga
- Jan Machulski – pułkownik Krüger
- Aleksander Bardini – Greczko Szura
- Jerzy Nowak – profesor Epstein
- Władysław Komar – Dombrowski
- Wiktor Zborowski – Tomasz
- Aleksander Ford – Zenon
- Didi Ramati – Wala Mirga
- Maya Ramati – Zoya Natkin/Mirga
- Katarzyna Siwak – Mara
- Bettine Milne – Rosa Mirga
- Aldona Grochal – Wala's Sister
- Wiesław Wójcik – Bora Natkin
- Ernestyna Winnicka –  matka Zoyi
- Marcin Troński – Dr. Josef Mengele
- Zitto Kazann – Mikita
- Wojciech Pastuszko – Koro
- Jacek Sas-Uhrynowski – Paweł
- Marek Barbasiewicz – książę Paszkowski
- Krzysztof Świętochowski – Franko
- Judy Hecht Dumontet – żona Zenona
- Ewa Telega – Ira